# 什皮科洛西 (佐洛喬夫區)
49°44′12″N 24°51′30″E / 49.73667°N 24.85833°E

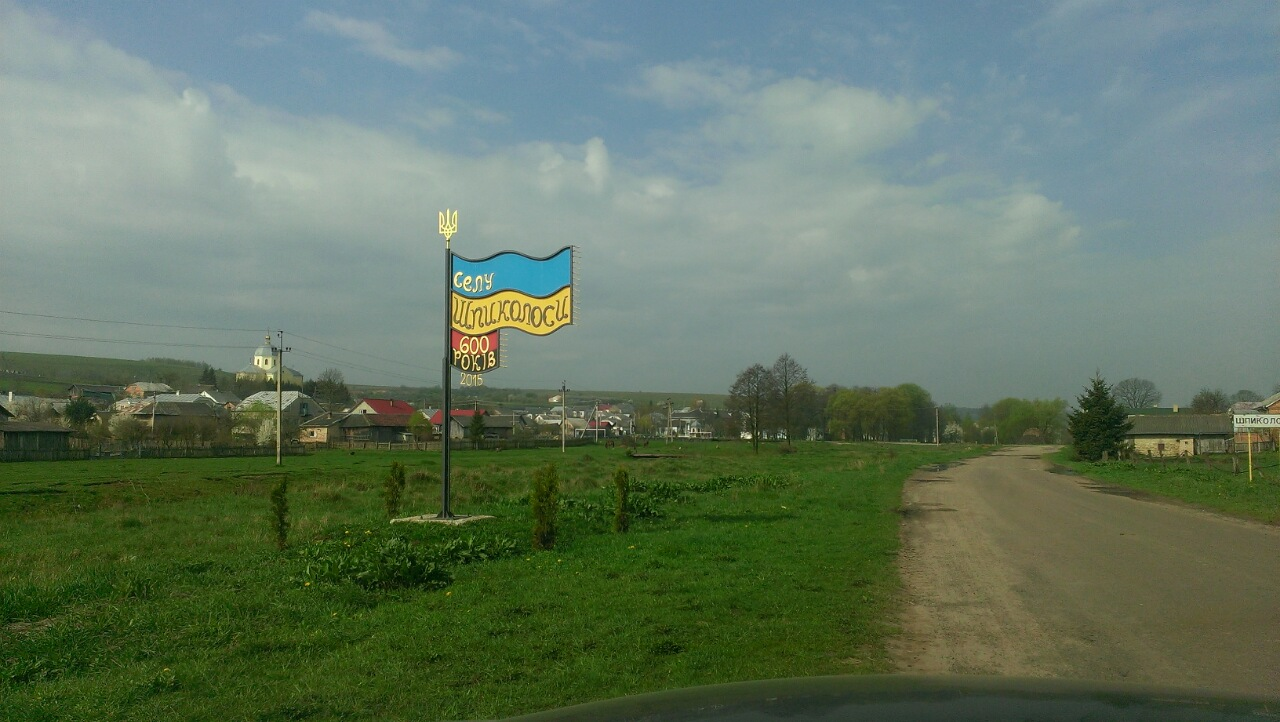

什皮科洛西（烏克蘭語：Шпиколоси），是烏克蘭西部的村莊，隸屬利維夫州的佐洛奇夫區。該村始建於1415年，面積3.25平方公里，海拔高度334米，2021年人口750，人口密度每平方公里267.16人。